# 音波減衰
音波減衰（おんぱげんすい、英: Acoustic attenuation）とは、媒体内の音の伝播によるエネルギーの損失の尺度である。
ほとんどの媒体には粘性があり、そのため理想的な媒体ではない。このような媒体内を音が伝播するとき、粘性によって起こるエネルギーの熱消費が常に生じる。この効果は、ストークスの音の減衰の法則によって定量化が可能。
音の減衰は、1868年にグスタフ・キルヒホフによって示されたように、媒体の熱伝導率の結果である可能性もあるが ストークス-キルヒホッフ減衰式は、粘度と熱伝導率の両方の影響を考慮に入れている。
不均質な媒体の場合は、媒体の粘性以外に、音の拡散が音のエネルギー除去の主な別の理由である。損失のある媒体内の音波減衰は医療用超音波検査や振動、騒音の軽減など、多くの化学研究や工学分野で重要な役割を果たしている    。